# Flavio Pace
Flavio Pace (Monza, 29 de julho de 1977) é um clérigo católico romano italiano, arcebispo titular de Dolia desde 23 de fevereiro de 2024 e secretário do Dicastério para a promoção da unidade dos cristãos.

## Biografia
Nasceu em Monza, província e arquidiocese de Milão, em 29 de julho de 1977. Frequentou a paróquia e o oratório do distrito de San Fruttuoso.

### Formação sacerdotal e ministério
Depois dos estudos clássicos realizados no colégio "Bartolomeo Zucchi" de Monza, ingressou no seminário arquiepiscopal de Milão em 1996.
Em 29 de setembro de 2001 foi ordenado diácono, no seminário arquiepiscopal de Venegono Inferiore, pelo arcebispo de Milão, cardeal Carlo Maria Martini, que também o ordenou sacerdote em 8 de junho de 2002, na Catedral de Milão.
Após a ordenação, foi nomeado vigário paroquial em Abbiategrasso, onde se encarregou da pastoral juvenil e do ensino da religião católica nas escolas públicas; ao mesmo tempo, foi capelão do hospício Abbiategrasso.
Em seguida, aperfeiçoou seus estudos, obtendo a certificação em estudos islâmicos no Pontifício Instituto de Estudos Árabes e Islâmicos de Roma em 2010.
Tendo se mudado para Roma em 2011, para o Pontifício Seminário Lombardo, desde 2012 trabalha na secretaria da Congregação para as Igrejas Orientais. É capelão do Instituto "Teresa Grillo Michel" das Irmãzinhas da Divina Providência, desde 2014, e reitor da igreja de San Biagio della Pagnotta em Roma, desde 2020.
Em 20 de janeiro de 2020, o Papa Francisco nomeou-o subsecretário da Congregação para as Igrejas Orientais.

### Ministério episcopal
Em 23 de fevereiro de 2024, o Papa Francisco nomeou-o secretário do Dicastério para a promoção da unidade dos cristãos, promovendo-o simultaneamente ao posto de arcebispo, atribuindo-lhe a sé titular de Dolia. No dia 4 de maio seguinte, recebeu a ordenação episcopal, na catedral de Milão, do arcebispo metropolitano de Milão Mario Enrico Delpini; os principais co-consagradores foram o cardeal Leonardo Sandri, prefeito emérito do Dicastério para as Igrejas Orientais, e o cardeal Kurt Koch, prefeito do Dicastério para a promoção da unidade dos cristãos.